# Jerzy Wróblewski (muzealnik)
Jerzy Wróblewski (ur. 28 września 1938 w Radomiu) – polski działacz kulturalny i muzealnik. W latach 1990–2006 dyrektor Państwowego Muzeum Auschwitz-Birkenau w Oświęcimiu.

## Życiorys
Absolwent Uniwersytetu Jagiellońskiego. Po studiach rozpoczął pracę w Domu Kultury w Pionkach gdzie z czasem objął stanowisko dyrektora. Następnie objął stanowisko dyrektora Domu Kultury w Oświęcimiu. W 1987 rozpoczął pracę w Państwowym Muzeum Auschwitz-Birkenau w Oświęcimiu na stanowisku dyrektora ds. administracyjnych. Następnie w 1990 został powołany na stanowisko dyrektora tegoż muzeum, funkcję tę pełnił nieprzerwanie przez 16 lat do przejścia na emeryturę.
Jest autorem i współautorem publikacji na temat byłego obozu zagłady. Podczas prawie dwudziestoletniej pracy w Muzeum Auschwitz stało się instytucją nowoczesną, otwartą na zewnątrz. Za jego dyrekcji dokonano m.in. generalnych prac konserwatorskich poobozowych baraków, wież wartowniczych i betonowych słupów od ogrodzenia. Dzięki jego staraniom na terenie byłego obozu powstały nowoczesne pracownie konserwatorskie.
Jest współtwórcą Międzynarodowego Centrum Edukacji o Auschwitz i Holokauście, jest on także współinicjatorem powstania Fundacji Pamięci Ofiar Obozu Zagłady Auschwitz-Birkeanu oraz byłym członkiem Rady Centralnego Muzeum Jeńców Wojennych w Łambinowicach-Opolu. W 2006 został powołany przez Premiera RP Kazimierza Marcinkiewicza na 6-letnią kadencję członka Międzynarodowej Rady Oświęcimskiej II kadencji.

## Odznaczenia
- Krzyż Komandorski Orderu Odrodzenia Polski[6] (2000)
- Srebrny Medal „Zasłużony Kulturze Gloria Artis”[7] (2006)
- Krzyż Komandorski Węgierskiego Orderu Zasługi[2] (2005)
- Krzyż Kawalerski Legii Honorowej[8] (2012)